# TREML1
TREML1 (англ. Triggering receptor expressed on myeloid cells like 1) – білок, який кодується однойменним геном, розташованим у людей на короткому плечі 6-ї хромосоми. Довжина поліпептидного ланцюга білка становить 311 амінокислот, а молекулярна маса — 32 679.
| 10         |  | 20         |  | 30         |  | 40         |  | 50         |
| ---------- |  | ---------- |  | ---------- |  | ---------- |  | ---------- |
| MGLTLLLLLL |  | LGLEGQGIVG |  | SLPEVLQAPV |  | GSSILVQCHY |  | RLQDVKAQKV |
| WCRFLPEGCQ |  | PLVSSAVDRR |  | APAGRRTFLT |  | DLGGGLLQVE |  | MVTLQEEDAG |
| EYGCMVDGAR |  | GPQILHRVSL |  | NILPPEEEEE |  | THKIGSLAEN |  | AFSDPAGSAN |
| PLEPSQDEKS |  | IPLIWGAVLL |  | VGLLVAAVVL |  | FAVMAKRKQG |  | NRLGVCGRFL |
| SSRVSGMNPS |  | SVVHHVSDSG |  | PAAELPLDVP |  | HIRLDSPPSF |  | DNTTYTSLPL |
| DSPSGKPSLP |  | APSSLPPLPP |  | KVLVCSKPVT |  | YATVIFPGGN |  | KGGGTSCGPA |
| QNPPNNQTPS |  | S          |  |            |  |            |  |            |

A: Аланін

C: Цистеїн

D: Аспарагінова кислота

E: Глутамінова кислота

F: Фенілаланін

G: Гліцин

H: Гістидин

I: Ізолейцин

K: Лізин

L: Лейцин

M: Метіонін

N: Аспарагін

P: Пролін

Q: Глутамін

R: Аргінін

S: Серин

T: Треонін

V: Валін

W: Триптофан

Кодований геном білок за функціями належить до рецепторів, фосфопротеїнів. 
Задіяний у такому біологічному процесі, як альтернативний сплайсинг. 
Локалізований у клітинній мембрані, цитоплазмі, мембрані.